# WTA de Montreal/Toronto
O WTA de Montreal/Toronto – Omnium National Bank, atualmente – é um torneio de tênis profissional feminino, de nível WTA 1000.
Realizado em Montreal (anos ímpares, a partir de 2021) ou Toronto (anos pares, a partir de 2022), no Canadá, existe há mais de cem anos. Reveza as cidades com o torneio masculino, cujo modelo é praticado desde o início dos anos 1980. Até 2010, os eventos da ATP e da WTA aconteciam em semanas separadas. Os jogos são disputados em quadras duras durante o mês de julho e/ou agosto.

## Finais

### Simples
| Ano                                                                      | Campeã                    | Vice-campeã             | Resultado               |
| ------------------------------------------------------------------------ | ------------------------- | ----------------------- | ----------------------- |
| 2025                                                                     | Victoria Mboko            | Naomi Osaka             | 2–6, 6–4, 6–1           |
| 2024                                                                     | Jessica Pegula            | Amanda Anisimova        | 6–3, 2–6, 6–1           |
| 2023                                                                     | Jessica Pegula            | Liudmila Samsonova      | 6–1, 6–0                |
| 2022                                                                     | Simona Halep              | Beatriz Haddad Maia     | 6–3, 2–6, 6–3           |
| 2021                                                                     | Camila Giorgi             | Karolína Plíšková       | 6–3, 7–5                |
| Torneio não realizado em 2020 devido à pandemia de COVID-19              |                           |                         |                         |
| 2019                                                                     | Bianca Andreescu          | Serena Williams         | 3–1, ab.                |
| 2018                                                                     | Simona Halep              | Sloane Stephens         | 7–66, 3–6, 6–4          |
| 2017                                                                     | Elina Svitolina           | Caroline Wozniacki      | 6–4, 6–0                |
| 2016                                                                     | Simona Halep              | Madison Keys            | 7–62, 6–3               |
| 2015                                                                     | Belinda Bencic            | Simona Halep            | 7–65, 46–7, 3–0, ab.    |
| 2014                                                                     | Agnieszka Radwańska       | Venus Williams          | 6–4, 6–2                |
| 2013                                                                     | Serena Williams           | Sorana Cîrstea          | 6–2, 6–0                |
| 2012                                                                     | Petra Kvitová             | Li Na                   | 7–5, 2–6, 6–3           |
| 2011                                                                     | Serena Williams           | Samantha Stosur         | 6–4, 6–2                |
| 2010                                                                     | Caroline Wozniacki        | Vera Zvonareva          | 6–3, 6–2                |
| 2009                                                                     | Elena Dementieva          | Maria Sharapova         | 6–4, 6–3                |
| 2008                                                                     | Dinara Safina             | Dominika Cibulková      | 6–2, 6–1                |
| 2007                                                                     | Justine Henin             | Jelena Janković         | 7–63, 7–5               |
| 2006                                                                     | Ana Ivanović              | Martina Hingis          | 6–2, 6–3                |
| 2005                                                                     | Kim Clijsters             | Justine Henin-Hardenne  | 7–5, 6–1                |
| 2004                                                                     | Amélie Mauresmo           | Elena Likhovtseva       | 6–1, 6–0                |
| 2003                                                                     | Justine Henin-Hardenne    | Lina Krasnoroutskaya    | 6–1, 6–0                |
| 2002                                                                     | Amélie Mauresmo           | Jennifer Capriati       | 6–4, 6–1                |
| 2001                                                                     | Serena Williams           | Jennifer Capriati       | 6–1, 6–7, 6–3           |
| 2000                                                                     | Martina Hingis            | Serena Williams         | 0–6, 6–3, 3–0, ab.      |
| 1999                                                                     | Martina Hingis            | Monica Seles            | 6–4, 6–4                |
| 1998                                                                     | Monica Seles              | Arantxa Sánchez Vicario | 6–3, 6–2                |
| 1997                                                                     | Monica Seles              | Anke Huber              | 6–2, 6–4                |
| 1996                                                                     | Monica Seles              | Arantxa Sánchez Vicario | 6–1, 7–6                |
| 1995                                                                     | Monica Seles              | Amanda Coetzer          | 6–0, 6–1                |
| 1994                                                                     | Arantxa Sánchez Vicario   | Steffi Graf             | 7–5, 1–6, 7–6           |
| 1993                                                                     | Steffi Graf               | Jennifer Capriati       | 6–1, 0–6, 6–3           |
| 1992                                                                     | Arantxa Sánchez Vicario   | Monica Seles            | 6–3, 4–6, 6–4           |
| 1991                                                                     | Jennifer Capriati         | Katerina Maleeva        | 6–2, 6–3                |
| 1990                                                                     | Steffi Graf               | Katerina Maleeva        | 6–1, 6–7, 6–3           |
| 1989                                                                     | Martina Navrátilová       | Arantxa Sánchez Vicario | 6–2, 6–2                |
| 1988                                                                     | Gabriela Sabatini         | Natalia Zvereva         | 6–1, 6–2                |
| 1987                                                                     | Pam Shriver               | Zina Garrison           | 6–4, 6–1                |
| 1986                                                                     | Helena Suková             | Pam Shriver             | 6–2, 7–5                |
| 1985                                                                     | Chris Evert-Lloyd         | Claudia Kohde-Kilsch    | 6–2, 6–4                |
| 1984                                                                     | Chris Evert-Lloyd         | Alycia Moulton          | 6–2, 7–6                |
| 1983                                                                     | Martina Navrátilová       | Chris Evert-Lloyd       | 6–4, 4–6, 6–1           |
| 1982                                                                     | Martina Navrátilová       | Andrea Jaeger           | 6–3, 7–5                |
| 1981                                                                     | Tracy Austin              | Chris Evert-Lloyd       | 6–1, 6–4                |
| 1980                                                                     | Chris Evert-Lloyd         | Virginia Ruzici         | 6–3, 6–1                |
| 1979                                                                     | Laura DuPont              | Brigitte Cuypers        | 6–4, 6–7, 6–1           |
| 1978                                                                     | Regina Maršíková          | Virginia Ruzici         | 7–5, 6–7, 6–2           |
| 1977                                                                     | Regina Maršíková          | Marise Kruger           | 6–4, 4–6, 6–2           |
| 1976                                                                     | Mima Jaušovec             | Lesley Hunt             | 6–2, 6–0                |
| 1975                                                                     | Marcie Louie              | Laura DuPont            | 6–1, 4–6, 6–4           |
| 1974                                                                     | Chris Evert               | Julie Heldman           | 6–0, 6–3                |
| 1973                                                                     | Evonne Goolagong          | Helga Masthoff          | 7–6, 6–4                |
| 1972                                                                     | Evonne Goolagong          | Virginia Wade           | 6–3, 6–1                |
| 1971                                                                     | Françoise Dürr            | Evonne Goolagong        | 6–4, 6–2                |
| 1970                                                                     | Margaret Court            | Rosemary Casals         | 6–8, 6–4, 6–4           |
| 1969                                                                     | Faye Urban                | Vicki Berner            | 6–2, 6–0                |
| 1968                                                                     | Jane Bartkowicz           | Faye Urban              | 6–3, 6–3                |
| 1967                                                                     | Kathleen Harter           | Rita Bentley            | 6–1, 5–7, 7–5           |
| 1966                                                                     | Rita Bentley              | Susan Butt              | 6–3, 6–3                |
| 1965                                                                     | Julie Heldman             | Faye Urban              | 6–3, 8–6                |
| 1964                                                                     | Benita Senn               | Louise Brown            | 6–4, 6–4                |
| 1963                                                                     | Ann Barclay               | Louise Brown            | 6–0, 6–1                |
| 1962                                                                     | Ann Barclay               | Louise Brown            | 6–3, 6–4                |
| 1961                                                                     | Ann Haydon                | Ann Barclay             | 6–4, 6–0                |
| 1960                                                                     | Donna Floyd               | Ann Barclay             | 7–5, 6–2                |
| 1959                                                                     | Mary Martin               | Marta Hernández         | 6–1, 6–2                |
| 1958                                                                     | Eleanor Dodge             | Barbara Browning        | 6–3, 6–4                |
| 1957                                                                     | Louise Brown              | Sieglinde Boeck         | 6–4, 6–3                |
| 1956                                                                     | Jean Laird                | Linda Vail              | 4–6, 7–5, 8–6           |
| 1955                                                                     | Hanna Sládková-Koželuhová | Louise Brown            | 8–6, 6–0                |
| 1954                                                                     | Karol Fageros             | Ethel Norton            | 3–6, 7–5, 6–4           |
| 1953                                                                     | Melita Ramirez            | Thelma Long             | 6–1, 6–3                |
| 1952                                                                     | Melita Ramirez            | Lucille Davidson        | 6–4, 6–3                |
| 1951                                                                     | Lucille Davidson          | Pat Lowe                | 8–6, 6–1                |
| 1950                                                                     | Doris Popple              | Barbara Knapp           | 8–6, 6–8, 7–5           |
| 1949                                                                     | Mercedes Madden Lewis     | Patricia Macken         | 6–0, 6–1                |
| 1948                                                                     | Patricia Macken           | Elaine Fildes           | 2–6, 8–6, 6–2           |
| 1947                                                                     | Gracyn Kelleher           | Eleanor Young           | 6–0, 3–6, 6–0           |
| 1946                                                                     | Mercedes Madden Lewis     | Noreen Haney            | 6–1, 6–3                |
| Torneio não realizado entre 1945 e 1941 devido à Segunda Guerra Mundial  |                           |                         |                         |
| 1940                                                                     | Eleanor Young             | Jean Milne              | 7–5, 7–5                |
| 1939                                                                     | Elizabeth Blackman        | Rene Bolte              | 7–5, 7–5                |
| 1938                                                                     | Rene Bolte                | Ruth Porter             | 6–4, 6–4                |
| 1937                                                                     | Evelyn Dearman            | Mary Hardwick           | w.o.                    |
| 1936                                                                     | Esther Bartosh            | Jean Milne              | 6–1, 3–6, 6–1           |
| 1935                                                                     | Margaret Osborne          | Gussie Raegener         | 6–4, 6–2                |
| 1934                                                                     | Caroline Deacon           | Eleanor Young           | 7–5, 6–3                |
| 1933                                                                     | Gracyn Wheeler            | Mary Campbell           | 4–6, 6–1, 6–3           |
| 1932                                                                     | Olive Wade                | Marjory Leeming         | 4–6, 6–4, 6–1           |
| 1931                                                                     | Edith Cross               | Marjory Leeming         | 6–2, 6–2                |
| 1930                                                                     | Olive Wade                | Marjory Leeming         | 6–4, 2–6, 6–4           |
| 1929                                                                     | Olive Wade                | Ruth Riese              | 6–0, 1–6, 6–1           |
| 1928                                                                     | Marjorie Gladman          | Mary Gree               | 5–7, 6–1, 6–1           |
| 1927                                                                     | Caroline Swartz           | Edith Cross             | 6–3, 4–6, 7–5           |
| 1926                                                                     | Marjorie Leeming          | Marjorie Gladman        | 6–2, 6–0                |
| 1925                                                                     | Marjorie Leeming          | Mrs. H. F. Wright       | 7–5, 6–4                |
| 1924                                                                     | Lois Moyes Bickle         | Marjorie Leeming        | 4–6, 6–3, 6–4           |
| 1923                                                                     | Florence Best             | M. Brooks               | 6–3, 6–3                |
| 1922                                                                     | Lois Moyes Bickle         | Gladys Hutchings        | 6–4, 6–1                |
| 1921                                                                     | Lois Moyes Bickle         | Margaret Grove          | 6–3, 6–3                |
| 1920                                                                     | Lois Moyes Bickle         | Florence Best           |                         |
| 1919                                                                     | Marion Zinderstein        | Lois Moyes Bickle       | 8–6, 6–4                |
| Torneio não realizado entre 1918 e 1915 devido à Primeira Guerra Mundial |                           |                         |                         |
| 1914                                                                     | Lois Moyes Bickle         | Florence Best           | 6–4, 6–1                |
| 1913                                                                     | Lois Moyes Bickle         | Florence Best           | 6–4, 6–4                |
| 1912                                                                     | Miss Birch                | Miss Beckett            | 3–6, 6–3, 7–5           |
| 1911                                                                     | Florence Sutton           |                         |                         |
| 1910                                                                     | Lois Moyes Bickle         | Rhea Fairbairn          | 6–4, 6–0                |
| 1909                                                                     | May Sutton                | Edith Hannam            | 6–3, 6–3                |
| 1908                                                                     | Lois Moyes Bickle         | Evelyn Clay             | 6–2, 6–1                |
| 1907                                                                     | Lois Moyes Bickle         | Miss Hague              | 3–6, 6–4, 6–3           |
| 1906                                                                     | Lois Moyes Bickle         | Violet Summerhayes      | 6–3, 6–3                |
| Torneio não realizado em 1905                                            |                           |                         |                         |
| 1904                                                                     | Violet Summerhayes        |                         |                         |
| 1903                                                                     | Violet Summerhayes        | Mrs Burgess             | 1–6, 6–4, 6–2           |
| 1902                                                                     | Miss Hague                | Violet Summerhayes      | 6–0, 6–1                |
| 1901                                                                     | Violet Summerhayes        | Mrs Burgess             | 6–3, 2–6, 6–0, 0–6, 9–7 |
| 1900                                                                     | Violet Summerhayes        | Mrs Burgess             | 6–8, 6–4, 6–0, 6–4      |
| 1899                                                                     | Violet Summerhayes        |                         | 6–2, 9–11, 6–3          |
| 1898                                                                     | Juliette Atkinson         | Eustace Smith           | 6–4, 6–1                |
| 1897                                                                     | Juliette Atkinson         |                         | 6–3, 6–1                |
| 1896                                                                     | Juliette Atkinson         | Mrs Sydney Smith        | 6–1, 6–2                |
| 1895                                                                     | Mrs Sydney Smith          | Maude Delano-Osbourne   | 3–6, 6–1, 6–3           |
| 1894                                                                     | Maude Delano-Osborne      |                         | 3–6, 6–2, 6–1           |
| 1893                                                                     | Maude Delano-Osborne      | Mrs Sydney Smith        | 6–8, 6–2, 6–2           |
| 1892                                                                     | Maude Delano-Osborne      | Mrs Sydney Smith        | 9–7, 7–9, 6–2, 8–6      |

### Duplas
| Ano                                                         | Campeãs                                            | Vice-campeãs                             | Resultado         |
| ----------------------------------------------------------- | -------------------------------------------------- | ---------------------------------------- | ----------------- |
| 2024                                                        | Caroline Dolehide Desirae Krawczyk                 | Gabriela Dabrowski Erin Routliffe        | 7–62, 3–6, [10–7] |
| 2023                                                        | Shuko Aoyama Ena Shibahara                         | Desirae Krawczyk Demi Schuurs            | 6–4, 4–6, [13–11] |
| 2022                                                        | Coco Gauff Jessica Pegula                          | Nicole Melichar-Martinez Ellen Perez     | 6–4, 56–7, [10–5] |
| 2021                                                        | Gabriela Dabrowski Luisa Stefani                   | Darija Jurak Andreja Klepač              | 6–3, 6–4          |
| Torneio não realizado em 2020 devido à pandemia de COVID-19 |                                                    |                                          |                   |
| 2019                                                        | Barbora Krejčíková Kateřina Siniaková              | Anna-Lena Grönefeld Demi Schuurs         | 7–5, 6–0          |
| 2018                                                        | Ashleigh Barty Demi Schuurs                        | Latisha Chan Ekaterina Makarova          | 4–6, 6–3, [10–8]  |
| 2017                                                        | Ekaterina Makarova Elena Vesnina                   | Anna-Lena Grönefeld Květa Peschke        | 6–0, 6–4          |
| 2016                                                        | Ekaterina Makarova Elena Vesnina                   | Simona Halep Monica Niculescu            | 6–3, 7–65         |
| 2015                                                        | Bethanie Mattek-Sands Lucie Šafářová               | Caroline Garcia Katarina Srebotnik       | 6–1, 6–2          |
| 2014                                                        | Sara Errani Roberta Vinci                          | Cara Black Sania Mirza                   | 7–64, 6–3         |
| 2013                                                        | Jelena Janković Katarina Srebotnik                 | Anna-Lena Grönefeld Květa Peschke        | 5–7, 6–2, [10–6]  |
| 2012                                                        | Klaudia Jans-Ignacik Kristina Mladenovic           | Nadia Petrova Katarina Srebotnik         | 7–5, 2–6, [10–7]  |
| 2011                                                        | Liezel Huber Lisa Raymond                          | Victoria Azarenka Maria Kirilenko        | w.o.              |
| 2010                                                        | Gisela Dulko Flavia Pennetta                       | Květa Peschke Katarina Srebotnik         | 7–5, 3–6, [12–10] |
| 2009                                                        | Nuria Llagostera Vives María José Martínez Sánchez | Samantha Stosur Rennae Stubbs            | 2–6, 7–5, [11–9]  |
| 2008                                                        | Cara Black Liezel Huber                            | Maria Kirilenko Flavia Pennetta          | 6–1, 6–1          |
| 2007                                                        | Katarina Srebotnik Ai Sugiyama                     | Cara Black Liezel Huber                  | 6–4, 2–6, [10–5]  |
| 2006                                                        | Martina Navrátilová Nadia Petrova                  | Cara Black Anna-Lena Grönefeld           | 6–1, 6–2          |
| 2005                                                        | Anna-Lena Grönefeld Martina Navrátilová            | Conchita Martínez Virginia Ruano Pascual | 5–7, 6–3, 6–4     |
| 2004                                                        | Shinobu Asagoe Ai Sugiyama                         | Liezel Huber Tamarine Tanasugarn         | 6–0, 6–3          |
| 2003                                                        | Svetlana Kuznetsova Martina Navrátilová            | María Vento-Kabchi Angelique Widjaja     | 3–6, 6–1, 6–1     |
| 2002                                                        | Virginia Ruano Pascual Paola Suárez                | Rika Fujiwara Ai Sugiyama                | 6–4, 7–64         |
| 2001                                                        | Kimberly Po-Messerli Nicole Pratt                  | Tina Križan Katarina Srebotnik           | 6–3, 6–1          |
| 2000                                                        | Martina Hingis Nathalie Tauziat                    | Julie Halard-Decugis Ai Sugiyama         | 6–3, 3–6, 6–4     |
| 1999                                                        | Jana Novotná Mary Pierce                           | Larisa Neiland Arantxa Sánchez Vicario   | 6–3, 2–6, 6–3     |
| 1998                                                        | Martina Hingis Jana Novotná                        | Yayuk Basuki Caroline Vis                | 6–3, 6–4          |
| 1997                                                        | Yayuk Basuki Caroline Vis                          | Nicole Arendt Manon Bollegraf            | 3–6, 7–5, 6–4     |
| 1996                                                        | Arantxa Sánchez Vicario Larisa Savchenko           | Mary Joe Fernández Helena Suková         | 7–6, 6–1          |
| 1995                                                        | Gabriela Sabatini Brenda Schultz-McCarthy          | Martina Hingis Iva Majoli                | 4–6, 6–0, 6–3     |
| 1994                                                        | Meredith McGrath Arantxa Sánchez Vicario           | Pam Shriver Elizabeth Smylie             | 2–6, 6–2, 6–4     |
| 1993                                                        | Larisa Neiland Jana Novotná                        | Arantxa Sánchez Vicario Helena Suková    | 6–1, 6–2          |
| 1992                                                        | Lori McNeil Rennae Stubbs                          | Gigi Fernández Natalia Zvereva           | 3–6, 7–5, 7–5     |
| 1991                                                        | Larisa Savchenko Natalia Zvereva                   | Claudia Kohde-Kilsch Helena Suková       | 1–6, 7–5, 6–2     |
| 1990                                                        | Betsy Nagelsen Gabriela Sabatini                   | Helen Kelesi Raffaella Reggi             | 3–6, 6–2, 6–2     |
| 1989                                                        | Gigi Fernández Robin White                         | Martina Navrátilová Larisa Savchenko     | 6–1, 7–5          |
| 1988                                                        | Jana Novotná Helena Suková                         | Zina Garrison Pam Shriver                | 7–6, 7–6          |
| 1987                                                        | Zina Garrison Lori McNeil                          | Claudia Kohde-Kilsch Helena Suková       | 6–1, 6–2          |
| 1986                                                        | Zina Garrison Gabriela Sabatini                    | Pam Shriver Helena Suková                | 7–6, 5–7, 6–4     |
| 1985                                                        | Gigi Fernández Martina Navrátilová                 | Marcella Mesker Pascale Paradis          | 6–4, 6–0          |
| 1984                                                        | Kathy Jordan Elizabeth Sayers                      | Claudia Kohde-Kilsch Hana Mandlíková     | 6–1, 6–2          |
| 1983                                                        | Anne Hobbs Andrea Jaeger                           | Rosalyn Fairbank Candy Reynolds          | 6–4, 5–7, 7–5     |
| 1982                                                        | Martina Navrátilová Candy Reynolds                 | Barbara Potter Sharon Walsh              | 6–4, 6–4          |
| 1981                                                        | Martina Navrátilová Pam Shriver                    | Candy Reynolds Anne Smith                | 7–6, 7–6          |
| 1980                                                        | Andrea Jaeger Regina Maršíková                     | Ann Kiyomura Betsy Nagelsen              | 6–1, 6–3          |
| 1979                                                        | Lea Antonoplis Diane Evers                         | Chris O'Neil Mimi Wikstedt               | 2–6, 6–1, 6–3     |
| 1978                                                        | Regina Maršíková Pam Teeguarden                    | Chris O'Neil Paula Smith                 | 5–7, 6–4, 6–2     |
| 1977                                                        | Linky Boshoff Ilana Kloss                          | Rosemary Casals Evonne Cawley            | 6–2, 6–3          |
| 1976                                                        | Janet Newberry Cynthia Doerner                     | Sue Barker Pam Teeguarden                | 6–7, 6–3, 6–1     |
| 1975                                                        | Julie Anthony Margaret Court                       | JoAnne Russell Jane Stratton             | 6–2, 6–4          |
| 1974                                                        | Julie Heldman Gail Chanfreau                       | Chris Evert Jeanne Evert                 | 6–3, 6–3          |
| 1973                                                        | Evonne Goolagong Peggy Michel                      | Helga Masthoff Martina Navrátilová       | 6–3, 6–2          |
| 1972                                                        | Margaret Court Evonne Goolagong                    | Brenda Kirk Patricia Pretorius           | 3–6, 6–3, 7–5     |
| 1971                                                        | Rosemary Casals Françoise Dürr                     | Evonne Goolagong Lesley Bowrey           | 6–3, 6–2          |
| 1970                                                        | Rosemary Casals Margaret Court                     | Helen Gourlay Patricia Walkden           | 6–0, 6–1          |
| 1969                                                        | Vicki Berner Faye Urban                            | Jane O'Hara Vivienne Strong              | 6–1, 6–1          |
| 1968                                                        | Vicki Berner Faye Urban                            | Jane O'Hara Vivienne Strong              | 6–2, 6–3          |